# Samsung 5500-Klasse
Die Samsung 5500-Klasse ist eine Baureihe von Postpanmax-Containerschiffen. Sie zählten beim Bau zu den größten Containerschiffen weltweit.

## Geschichte

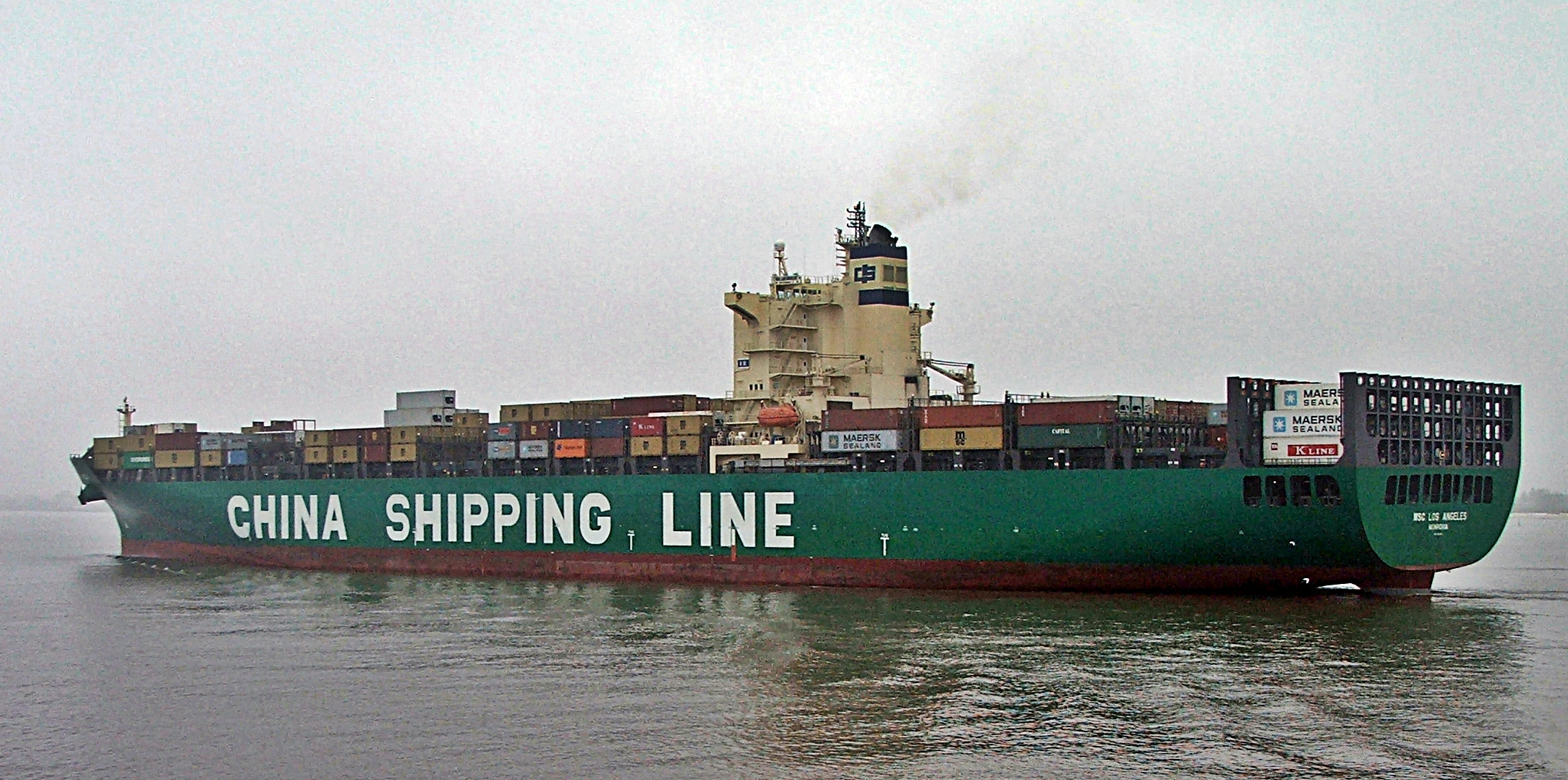
Die MSC Los Angeles auf der Elbe

Insgesamt 15 Schiffe der Samsung 5500-Klasse wurden zwischen 1999 und 2002 auf der Werft Samsung Heavy Industries in Südkorea für die Hamburger Reederei E.R. Schiffahrt gebaut. Zunächst hatte E.R. Schiffahrt acht Einheiten in Auftrag gegeben mit der Option für fünf weitere. Die ersten acht Schiffe wurden zwischen Ende 1999 und Ende 2000 in Dienst gestellt. Fünf der Schiffe wurden an OOCL verchartert, drei an P&O Nedlloyd.
E.R. Schiffahrt ließ anschließend auch noch die sieben weiteren Schiffe bauen, die ab Mitte 2001 bis Ende 2002 in Dienst gestellt wurden. Von diesen Schiffen fand eines eine Anfangsbeschäftigung bei OOCL, zwei gingen an CSCL und vier an APL. Finanziert wurden die Schiffe über Schiffsfonds von Nordcapital, das wie E.R. Schiffahrt zur E.R. Capital Holding gehört.
Vom gleichen Typ entstanden weitere Schiffe für die griechische Danaos-Gruppe, die später von APL übernommen wurden.

## Technische Daten
Die Schiffe verfügen über acht Laderäume mit 15 Luken. Die Containerkapazität beträgt 5.762 TEU, bei einer homogenen Beladung von 14 t pro Container noch 4.204 TEU. An Deck finden 3.160 TEU, unter Deck 2.602 TEU Platz. Es sind Anschlüsse für 656 Kühlcontainer vorhanden, davon 456 an Deck und 200 unter Deck.
Das Deckshaus ist etwa auf zwei Drittel der Länge achtern angeordnet.
Die Schiffe werden von einem MAN B&W-Dieselmotor angetrieben, der von Samsung Heavy Industries in Lizenz gebaut wurde. Der Zwölfzylinder-Zweitakt-Dieselmotor verfügt über eine Leistung von 54.840 kW. Bei einem Verbrauch von 228 t Schweröl pro Tag haben die Schiffe einen Aktionsradius von 21.000 Seemeilen.

## Die Schiffe
| Samsung 5500-Klasse | Samsung 5500-Klasse | Samsung 5500-Klasse | Samsung 5500-Klasse                                  | Samsung 5500-Klasse |
| Bau- name           | IMO- Nummer         | Bau- nummer         | Kiellegung Stapellauf Ablieferung                    | Umbenennungen und Verbleib |
| ------------------- | ------------------- | ------------------- | ---------------------------------------------------- | --- |
| E.R. Hong Kong      | 9198109             | 1291                | 21. Juni 1999 2. Oktober 1999 10. Dezember 1999      | OOCL New York (1999); im Februar 2012 an OOCL verkauft |
| E.R. Shanghai       | 9198111             | 1292                | 20. August 1999 7. November 1999 30. Dezember 1999   | OOCL Shanghai (1999); im Februar 2012 an OOCL verkauft |
| E.R. Pusan          | 9211169             | 1302                | 18. Oktober 1999 3. Februar 2000 28. April 2000      | OOCL Los Angeles → E.R. Pusan (2010) → Pusan (2020) → 2020 Abbruch in Alang |
| E.R. Seoul          | 9208021             | 1301                | 27. Dezember 1999 9. März 2000 1. Juni 2000          | OOCL Malaysia → E.R. Seoul (2009) → CSAV Houston (2011) → E.R. Seoul (2013) → Seoul (2020) → 2020 Abbruch in Alang                                                               |
| E.R. London         | 9214202             | 1265                | 29. Februar 2000 4. Juni 2000 1. August 2000         | P&O Nedlloyd Vespucci (2000) → E.R. London (2005) → MSC Gemma (2008) → E.R. London (2016) → GSL Violetta (2021)                                                                  |
| E.R. Amsterdam      | 9213571             | 1319                | 16. April 2000 7. Juli 2000 1. September 2000        | P&O Nedlloyd Magellan → E.R. Amsterdam (2005) → MSC Antares (2008) → E.R. Amsterdam (2013) → Amsterdam (2017) → E.R. Amsterdam (2017) → Amsterdam (2020) → 2020 Abbruch in Alang |
| E.R. Felixstowe     | 9213583             | 1320                | 25. April 2000 29. Juli 2000 1. Oktober 2000         | P&O Nedlloyd Torres → E.R. Felixstowe (2006) → MSC Mira (2009) → E.R. Felixtone (2017) → GSL Myny (2021)                                                                         |
| E.R. Berlin         | 9214214             | 1266                | 19. Juni 2000 3. September 2000 29. Dezember 2000    | OOCL Germany (2001) → E.R. Berlin (2011) → GSL Arcadia (2021) |
| APL England         | 9218650             | 1335                | 4. September 2000 26. November 2000 20. Februar 2001 | Torrance (2020) → ZIM Haifa (2021) |
| APL Scotland        | 9218662             | 1336                | 28. November 2000 17. Februar 2001 4. Mai 2001       | - |
| E.R. Paris          | 9214226             | 1267                | 30. November 2000 18. Februar 2001 28. Mai 2001      | OOCL France (2011) → MSC Adriatic (2011) → E.R. France (2015) → GSL Melita (2021)                                                                                                |
| E.R. Kobe           | 9222974             | 1350                | 2. Januar 2001 10. März 2001 15. Juni 2001           | CSCL Kobe (2001) → E.R. Kobe (2011) → Suape Express (2011) → E.R. Kobe (2015) → GSL Dorothea (2021)                                                                              |
| E.R. Los Angeles    | 9222986             | 1351                | 4. Januar 2001 31. März 2001 25. Juni 2001           | CSCL Los Angeles (2001) → MSC Los Angeles (2008) → E.R. Los Angeles (2010) → Montevideo Express (2011) → E.R. Los Angeles (2015) → GSL Tegea (2021)                              |
| APL Holland         | 9218674             | 1337                | 19. Februar 2001 28. April 2001 20. Juli 2001        | - |
| E.R. Canada         | 9231236             | 1372                | 25. Juni 2001 1. September 2001 10. Dezember 2001    | APL Canada (2001) → E.R. Canada (2013) |
| APL Belgium         | 9218686             | 1338                | 19. Juli 2001 6. Oktober 2001 2. Januar 2002         | President Wilson (2018) |
| E.R. India          | 9231248             | 1373                | 12. November 2001 9. Februar 2002 8. Mai 2002        | APL India (2002) → E.R. India (2014) → MSC India (2017) |
| E.R. Denmark        | 9231250             | 1374                | 27. Dezember 2001 20. März 2002 10. Juli 2002        | APL Denmark (2002) → E.R. Denmark (2012) → MSC Denmark (2022) → MSC Denmark VI (2023)                                                                                            |
| E.R. Sweden         | 9231262             | 1375                | 18. Februar 2002 20. Mai 2002 11. September 2002     | APL Sweden (2002) → E.R. Sweden (2012) → MSC Sweden (2022) → MSC Sweden VI (2023)                                                                                                |